# Bataille de Bosso (2016)
Pour les articles homonymes, voir bataille de Bosso.
Insurrection de Boko Haram
Batailles
La deuxième bataille de Bosso a lieu du 3 et 5 juin 2016 pendant l'insurrection de Boko Haram.

## Prélude
Le 3 juin 2016, la ville nigérienne de Bosso, située près de la frontière avec le Nigeria, est la cible d'une première attaque de Boko Haram, aussi appelé l'État islamique en Afrique de l'Ouest. Cette tentative est repoussée, selon l'armée nigérienne les djihadistes laissent une dizaine de morts et emportent plusieurs dizaines de blessés tandis que les forces nigériennes ne déplorent que trois blessés légers.

## Déroulement

### Attaque initiale
Le 3 juin 2016, à 18h50, Bosso subit une nouvelle attaque lancée par plusieurs centaines de combattants de l'État islamique depuis les villes nigérianes de Damasak (en) et Malam Fatori,. Dépassés, les militaires nigériens abandonnent la ville après quelques heures de combats. Une trentaine de véhicules de l'armée sont détruits ou volés et la ville est pillée.

### Poursuite des combats
Le lendemain matin, les forces nigériennes et nigérianes contre-attaquent et reprennent Bosso,. Puis le soir du 5 juin, les djihadistes reviennent à Bosso et de nouveaux combats éclatent. Selon Elhadj Bako Mamadou, le maire de Bosso, la ville est prise par Boko Haram et les militaires se replient sur Diffa, ce que dément le gouvernement nigérien qui affirme toujours contrôler la ville. Le maire de Bosso est d'ailleurs interpellé et le conseil des ministres nie la perte de la ville et dénonce « une rumeur savamment distillée par des gens qui semblent être des alliés objectifs de Boko Haram ». Mais selon l'AFP, des témoignages d'habitants et des journalistes locaux confirment le 7 juin que l'armée nigérienne ne contrôle plus Bosso. Pour le gouvernement nigérien, le survol d'hélicoptères empêche les djihadistes de se maintenir. L'AFP se rend à Bosso le 18 juin, l'armée nigérienne est alors présente mais la ville demeure désertée par presque toute sa population civile.

### Fuite des civils
Bosso est peuplée de 6 000 habitants et 20 000 réfugiés sans compter les habitants des villages alentour. L'attaque provoque la fuite d'environ 50 000 civils selon le Haut Commissariat des Nations unies pour les réfugiés, Bosso est désertée par la totalité de sa population. Certains habitants fuient en direction de Toumour, à 30 kilomètres à l'ouest, d'autres vers Kabelawa au nord, d'autres enfin fuient jusqu'à Diffa,,. 

### Arrivée des Tchadiens

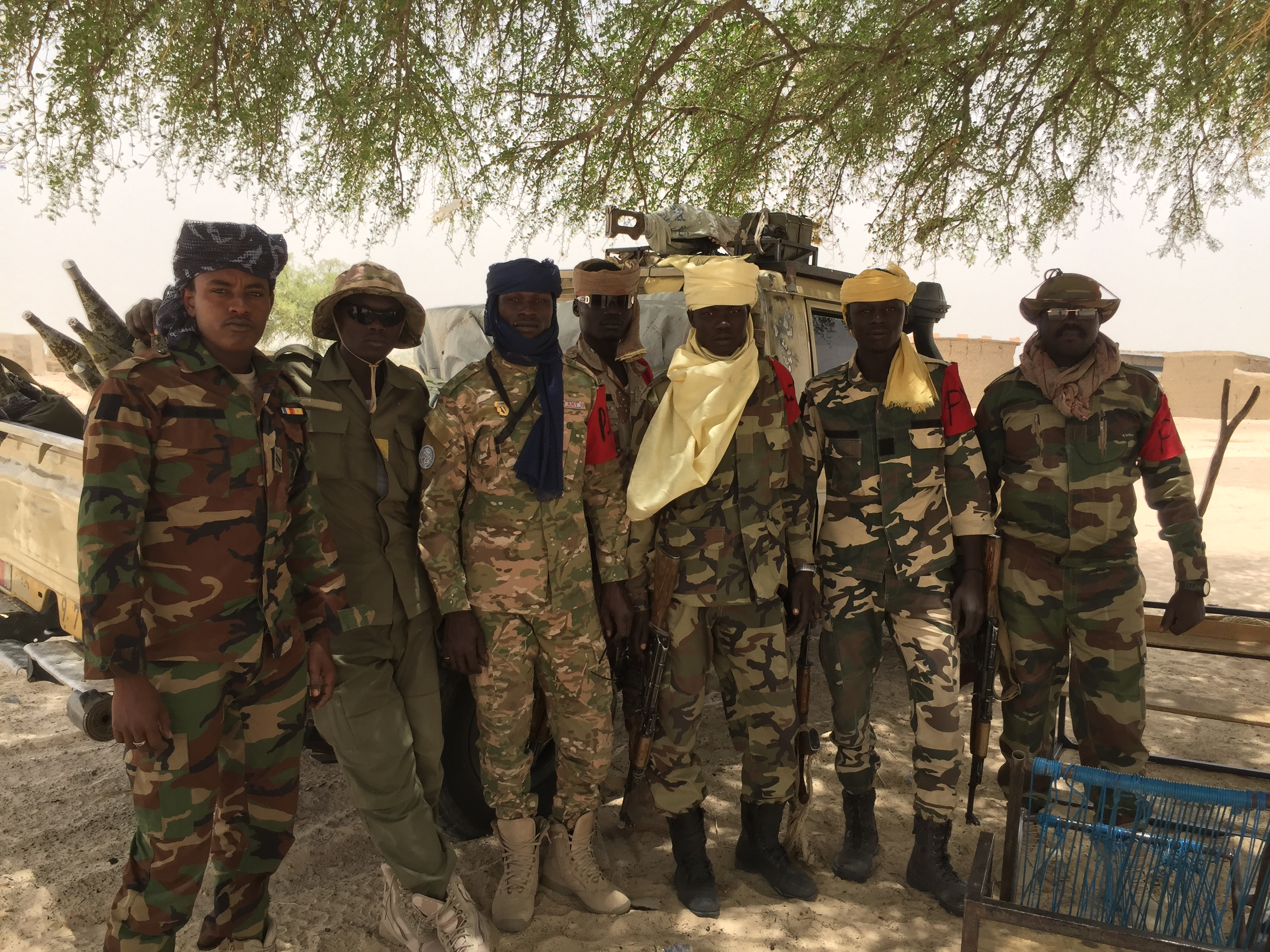
Des soldats tchadiens à Bosso en 2017.

Le 7 juin, le président nigérien Issoufou Mahamadou se rend à N'Djaména pour demander l'aide du Tchad. Le même jour, 2 000 soldats tchadiens entrent au Niger.

## Les pertes
Selon un communiqué publié le matin du 4 juin par le ministère nigérien de la Défense, 32 militaires ont été tués dans l'attaque, dont 30 Nigériens et deux Nigérians, et 67 blessés. Du côté des djihadistes il indique que « plusieurs morts et blessés ont été emportés » mais sans plus de précision,. L'État islamique revendique l'attaque et affirme avoir tué 35 militaires.
Selon Le Monde, 30 à 36 soldats sont enterrés le soir du 5 juin à Diffa d'après des témoignages d'habitants. Pourtant le 7 juin, le gouvernement nigérien revoie son bilan des tués à la baisse et annonce que les pertes sont de 26 soldats tués, dont 24 Nigériens et 2 Nigérians, et 112 blessés, dont 111 militaires, tandis que les djihadistes ont eu 55 morts. Pour l'armée nigérienne, il s'agit du plus lourd bilan depuis la bataille de Karamga du 25 avril 2015.
L'armée nigérienne déplore également la perte d'un blindé type 92A, détruit par les soldats nigériens, de 6 autres véhicules armés, de deux canons de 122mm, d'une centaine d'armes légères et d'un million de munitions.